# Северная почта (журнал)
«Северная почта» — самиздатский журнал стихов и критики, выпускавшийся в 1979—1981 годах в Ленинграде. Редакторами издания были Виктор Кривулин и Сергей Дедюлин.

## Характеристики издания
Объём журнала составлял от 40 до 80 страниц, тираж — от 21 до 24 экземпляров. Всего было выпущено восемь номеров (№ 1 и № 2 были сдвоены): №№ 1/2, 3 и 4 — в 1979, №№ 5, 6 и 7 — в 1980, № 8 — в 1981. По информации издания «Самиздат Ленинграда. 1950-е — 1980-е. Литературная энциклопедия», «Северная почта» печаталась и переплеталась С. Дедюлиным (по утверждению самого С. Дедюлина, переплётными работами он никогда не занимался).
Своим названием издание было обязано не пушкинской эпохе, а одноимённому стихотворению Иосифа Бродского, написанному в северной ссылке.

## История и содержание
Идея создания самиздатского поэтического журнала возникла у С. Дедюлина после ознакомления с программной статьёй В. Кривулина «Двадцать лет новейшей русской поэзии». В. Кривулин принял предложение С. Дедюлина о сотрудничестве, в результате чего будущими редакторами была подготовлена концепция ежеквартального тонкого журнала стихов и критики. Издание содержало три постоянные раздела – стихи, критика, публикации (и приложения). Вся редакционная работа (творческая и техническая) проделывалась С. Дедюлиным, а В. Кривулин первым прочитывал готовый номер перед выходом в свет и на правах главного редактора собственноручно подписывал все экземпляры «первого тиража».
В разделе «Тексты» публиковались стихотворные произведения Геннадия Беззубова, Ольги Бешенковской, Дмитрия Бобышева, Тамары Буковской, В. Кривулина, Юрия Кублановского, Зинаиды Миркиной, Александра Миронова, Олега Охапкина, Алексея Семёнова, Сергея Стратановского, Петра Чейгина, Елены Шварц, Владимира Эрля и других авторов, переводы из Эмили Дикинсон и Чеслава Милоша. В разделе «Публикации» печатались заметки и стихи Анны Ахматовой, письма Бориса Пастернака, стихотворные произведения Даниила Андреева, Генриха Сапгира, Евгения Кропивницкого, а также посвящённые Иосифу Сталину стихи Николая Заболоцкого и Осипа Мандельштама.